# Valentí Massana

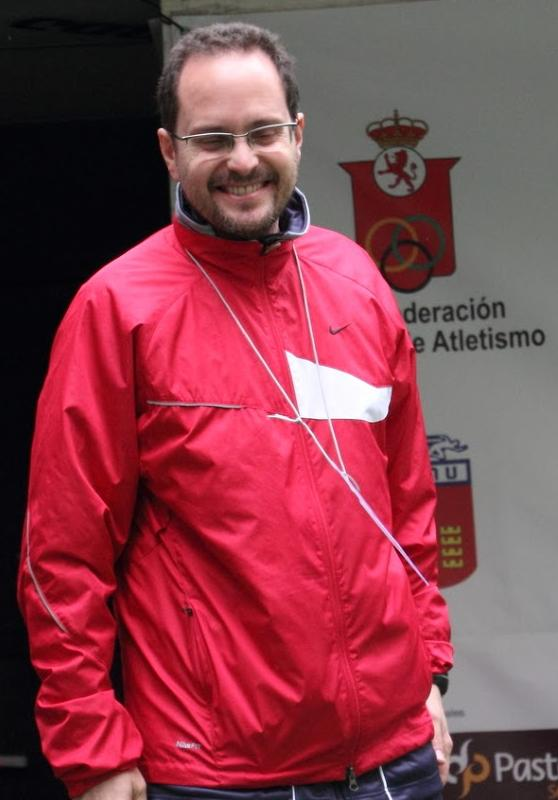
Valentí Massana

Valentí Massana, född 5 juli 1970, är en spansk friidrottare som tävlade i gång.
Massana började sin karriär som gångare med att gå den kortare sträckan 20 kilometer och lyckades då bland annat vinna VM 1993 i Stuttgart och bli tvåa vid VM 1995 i Göteborg. Dessutom slutade han trea vid EM 1994 i Helsingfors. Vid OS 1996 valde Massana att gå den längre sträckan 50 kilometer och blev bronsmedaljör. Han blev även fyra vid OS 2000 i Sydney. Massanas sista stora mästerskap blev VM 2001 där han slutade på sjätte plats.